# Іслам на Тайвані

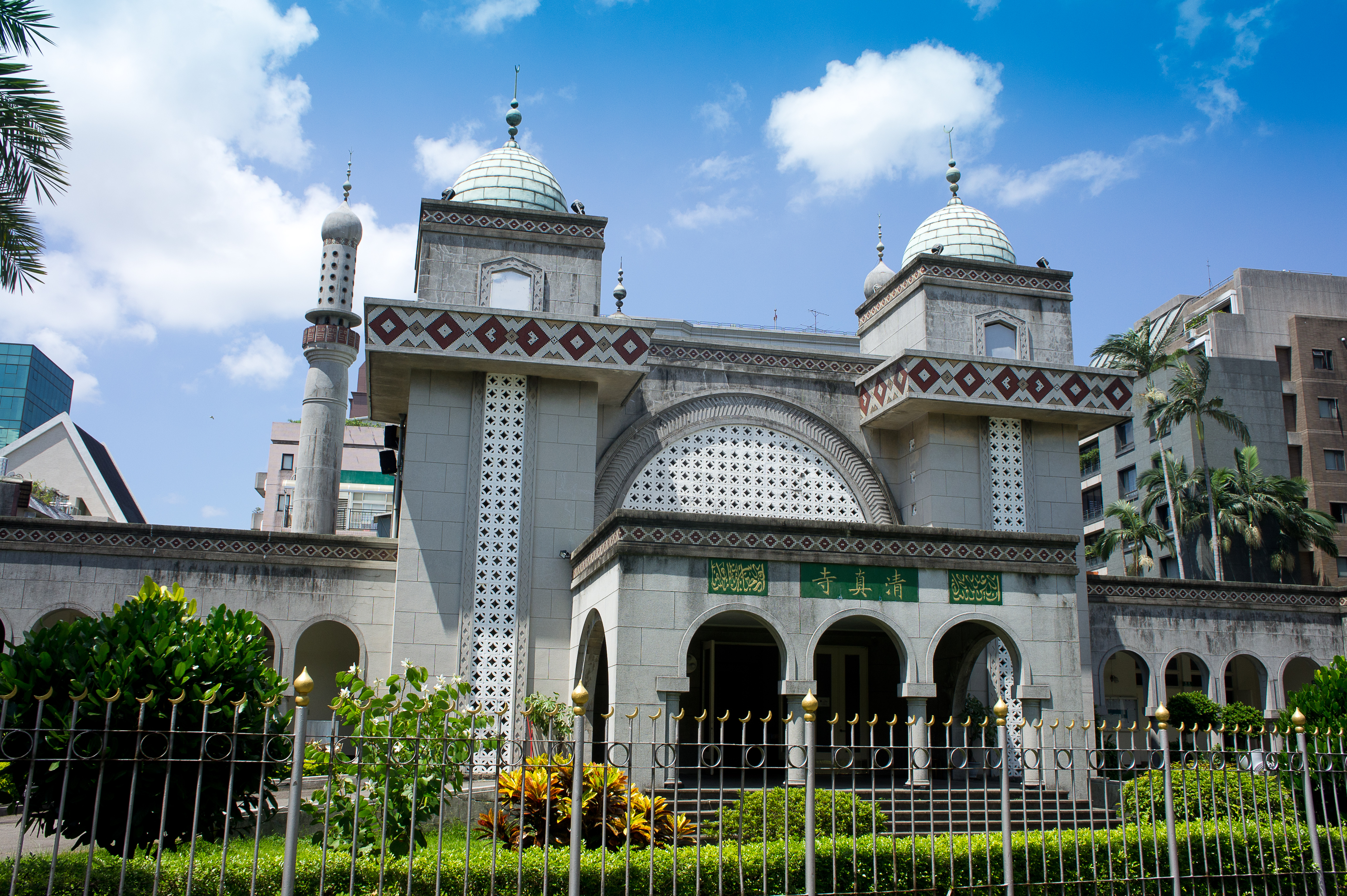
Тайбейська соборна мечеть

На Тайвані проживає близько 60 000 мусульман, з яких близько 90% належать до етнічної групи хуейцзу. Також працюють понад 250 000 іноземних мусульман з Індонезії, Малайзії, Пакистану. Станом на 2018 рік на Тайвані налічується одинадцять мечетей, найвідомішою є Велика мечеть Тайбея, найстаріша та найбільша.
Тайванські мусульмани в основному походять від китайських мусульман та є мусульманами-сунітами.

## Мечеті
Станом на 2018 рік на Тайвані налічується одинадцять мечетей.